# 伊達尚宗
伊達 尚宗（1453年—1514年5月28日），是室町時代陸奥國的戰國大名。伊達氏第13代當主。父親是第12代當主伊達成宗。母親是大崎教兼的女兒慧巖院。正室是積翠院。官位是從五位下大膳大夫。

## 概略
依照家中慣例，受室町幕府第9代將軍足利義尚的偏諱而以「尚宗」為名。
繼承家督的確實年代不可考。因為父親成宗的歿年也不可考（根據伊達氏的史書是長享元年（1487年），一般認為是在這段時期前後繼承）。
在延德2年（1490年）重建了米澤城北方的鹽野毘沙門堂。
明應3年（1494年）4月，因為在伊達氏領土内發生動亂，一時間在會津的蘆名盛高保護下避難。回到領土後將京都的流浪將軍足利義澄迎接至領土內，希望能以擁護將軍來提升伊達氏的勢力，但是以失敗告終 。永正11年（1514年）5月5日，以62歳之齡死去。繼承者為嫡男伊達高宗（在3年後改名為「稙宗」）。